# Sebastián González
Sebastián González, född 14 december, 1978 i Viña del Mar, är en chilensk fotbollsspelare som sedan 2013 spelar i Deportes Temuco.

## Karriär
González började sin professionella karriär i den chilenska mästarklubben Colo-Colo säsongen 1998. Efter 27 gjorda mål på totalt 74 matcher köptes chilenaren av det mexikanska laget Atlante.
González gjorde 13 mål på 19 matcher under Apertura 2002 och gjorde ytterligare 16 mål på 16 matcher under Clausura 2002. Efterföljande säsong gjorde han något färre mål. Han blev också känd inom den mexikanska fotbollen då han gjorde sin målgest, som var att härma Chespirito (en känd komiker i Mexiko).
Under Apertura 2004 la González till ytterligare 12 mål på 17 matcher i protokollet, men inför säsongen 2006 såldes han vidare till Tigres.
Han spelade även för CD Veracruz och det argentinska laget Olimpo innan han slutligen skrev på för Tecos.

## Landslaget
González var en del av Chiles fotbollslandslag då man tog bronsmedalj i de fotbollstävlingarna vid OS 2000 i Sydney.